# تيم جوردن
تيم جوردن (بالإنجليزية: Tim Jordan)‏ هو لاعب كرة قدم أمريكية أمريكي، ولد في 26 أبريل 1964.

## وصلات خارجية
- تيم جوردن على موقع مرجع كرة القدم المحترفة.كوم (الإنجليزية)